# Tin (Vorname)
Tin ist ein kroatischer männlicher Vorname. Er beruht auf der Abkürzung von Vornamen, die auf die Silbe -tin enden, wie beispielsweise Martin oder Augustin.

## Bekannte Namensträger
- Tin Jedvaj (* 1995), kroatischer Fußballspieler
- Tin Široki (* 1987), kroatischer Skifahrer
- Tin Ujević (1891–1955), kroatischer Dichter